# Сонцеворот (роман)
Сонцеворот (словен. Sončni obrat) — роман словенського письменника і журналіста Міхи Ремеца із 1969 року.

## Зміст
|  | Сьогодні справді сонцеворот. Мати ніколи не забувала казати: при багатті день зависає і в цю купальську ніч звірі говорять і треба шукати насінину папороті — чому насіння папороті? І тієї ночі полум'я палає над скарбами, а гноми приходять плодитися на самотніх лісових галявах, не кажучи вже про те, що це дивна ніч. |

Матія Роб опинився у світі, в якому його гнітили і обтяжували повсякденні речі. Його кошмари були настільки правдоподібними, що він не відділяв їх від реальності. Його обтяжували життєві речі, як-от заміна оливи в машині або оплата телефонного рахунку на пошті. Про ті справи йому день у день нагадувала дружина Майда. Вона теж втомилася від шлюбу і щоденних клопотів. І Майда, і Мат (прізвисько, скорочення від «Матія») хотіли пригод. Одного вечора вони експериментували з друзями Борутом і Вірою та обмінялися партнерами. Мат не зрадів і цьому. Його думки поверталися до Анни — подруги з попереднього проміжку життя. 
Вранці Мат вирушив на роботу. Директор скликав підлеглих на нараду і повідомив, що частину працівників буде звільнено. Матія б теж позбувся роботи, якби його не викреслив зі списку друг, із яким він служив в армії та який займав посаду навіть вищу, ніж у директора Матії. Мату камінь із душі звалився, позаяк він і надалі зможе піклуватися про свою сім'ю та підтримувати її. Після роботи Мат пішов пообідати з дружиною та її подругою. Він роздивлявся офіціанток, яких йому хотілося бачити голими. Пішовши після обіду в дитсадок по свого сина Царєвича, він повіз його купатися на річку Сору. Майда склала план на вечір: вони завітають до Віри та Борута, які влаштовують вечірку напередодні купальської ночі. Тим не менш, вони прийдуть, хоч вона й пообіцяла йому, що вони скоріше за все займуться тієї ночі коханням, бо везуть Царєвича до свекрухи. На вечірці Мат постійно думав про те, як утекти з Анною на острів. Зачувши дружину в ліжку з Борутом (тоді як сам був у ліжку з Вірою), він зважився на такий крок. Отож поїхав до моря шукати Анну. Що більше він наближався до мети, то щасливішим був від свого рішення. Раптом йому дорогу перетнув п'яний, який петляв по дорозі. Мат намагався обминути його, що виявилося для нього фатальним. Він злетів з дороги в прірву і загорівся в автомобілі.

## Критика
«Сонцеворот» Ремеца — це чиста критика виробничої праці як повного заперечення й уречевлення людини.
«У романі Ремеца «Сонцеворот» діє безпосередність: людина безпосередньо говорить із ближнім, протистоїть йому, заперечує його чи визнає; таке саме безпосереднє ставлення і до речей. Хоча екзистенціалістично-ідеологічна структура цього тексту якраз і полягає в тезі, що сьогодні люди вже не можуть поладити одне з одним, жити в безпосередності, в любові, сердечно, справдешньо, вірно, що вони заважають одне одному, принижують, зраджують, мучать, нудьгують, тобто далі залишаються предметами одне одному, що їхнє ставлення до речей також покірне, рабське, тому що речі заволоділи ними, оселилися між людиною і людиною, зайняли центральне положення, з якого керують і розпоряджаються людською долею, хоча тема твору у зображенні втрати безпосередності, пануванні посередності, поступової дегуманізації людини, стиль тексту прямо протилежний: надзвичайно безпосередній, усі постаті — особи (суб'єкти) з виразно окресленим внутрішнім світом, персонажі з чіткими запитами, стражданням, узагальненням; між ними панує пряма напруга, вони живуть одне для одного і одне проти одного, речі знаходяться в їхній інтимній близькості».
(Kermauner 1975: 236–37)

## Назва
Метафоричний заголовок роману навіяний назвою однойменного метеорологічного явища, а метафора сонцевороту розкривається в тому, що він став переломним (поворотним) моментом у житті особи. Сонцеворот або сонцестояння — це день року, коли Сонце опівдні (у зеніті), здавалося б, у найпівнічнішій або найпівденнішій точці. На літнє сонцестояння або Сонцекрес, яке зазвичай у проміжку з 21 до 23 червня, починається літо. 
2011 року з такою ж назвою вийшла збірка віршів Барбари Сімоніті, яка не має нічого спільного з романом Ремеца.